# Yang Zhaoxuan
Yang Zhaoxuan (杨钊煊, født 11. februar 1995 i Beijing, Folkerepublikken Kina) er en professionel tennisspiller fra Folkerepublikken Kina.